# Enimex
Enimex — бывшая авиакомпания в Эстонии. Была основана 26 сентября 1994 года и выполняла грузовые и пассажирские чартерные рейсы, а также операции по аренде с обслуживанием по всему миру. Основной базой был Таллиннский аэропорт имени Леннарта Мери. 1
В марте 2006 года Управление гражданской авиации Эстонии аннулировало лицензию Enimex на выполнение пассажирских рейсов. 1 14 июня 2008 года авиакомпания прекратила свою деятельность. 2
Официальный сайт: enimex.ee. 2
Некоторые несчастные случаи и инциденты, которые произошли с Enimex:
- 29 ноября 1999 года. Самолёт Ан-28 ES-NOF Антонова, выполнявший грузовой рейс из Осло в Будапешт с остановкой в Щецине, потерпел крушение на поле в Польше. 1
- 23 ноября 2001 года. Рейс 1007 авиакомпании ELK Airways, выполняемый Enimex, самолёт АН-28 «Антонов» при попытке приземлиться в аэропорту Кердла в плохую погоду врезался в деревья примерно в 1,5 км от аэропорта. 13 Из 14 пассажиров и 3 членов экипажа, находившихся на борту, 2 пассажира погибли. 1
- 21 апреля 2002 года. Самолёт Ан-72 ES-NOP компании Enimex был повреждён при жёсткой посадке в Вамене, Индонезия; возник небольшой пожар. 1
- 10 февраля 2003 года. Самолёт АН-28 «ЭС-НОЙ» Антонова, выполнявший регулярный грузовой рейс Таллинн-Хельсинки, потерпел крушение вскоре после взлёта из таллиннского аэропорта имени Леннарта Мери. 1

Катастрофа Ан-28 под Кярдла произошла 23 ноября 2001 года: авиалайнер Ан-28 авиакомпании ELK Airways, выполнявший внутренний рейс ELK1007 по маршруту Таллин — Кярдла, рухнул на землю недалеко от аэропорта Кярдла (Хийумаа). Из находившихся на его борту 17 человек (14 пассажиров и 3 члена экипажа) погибли 2 человек.